# Elias-Kirche (Kiew)
Koordinaten: 50° 28′ 0″ N, 30° 31′ 27″ O

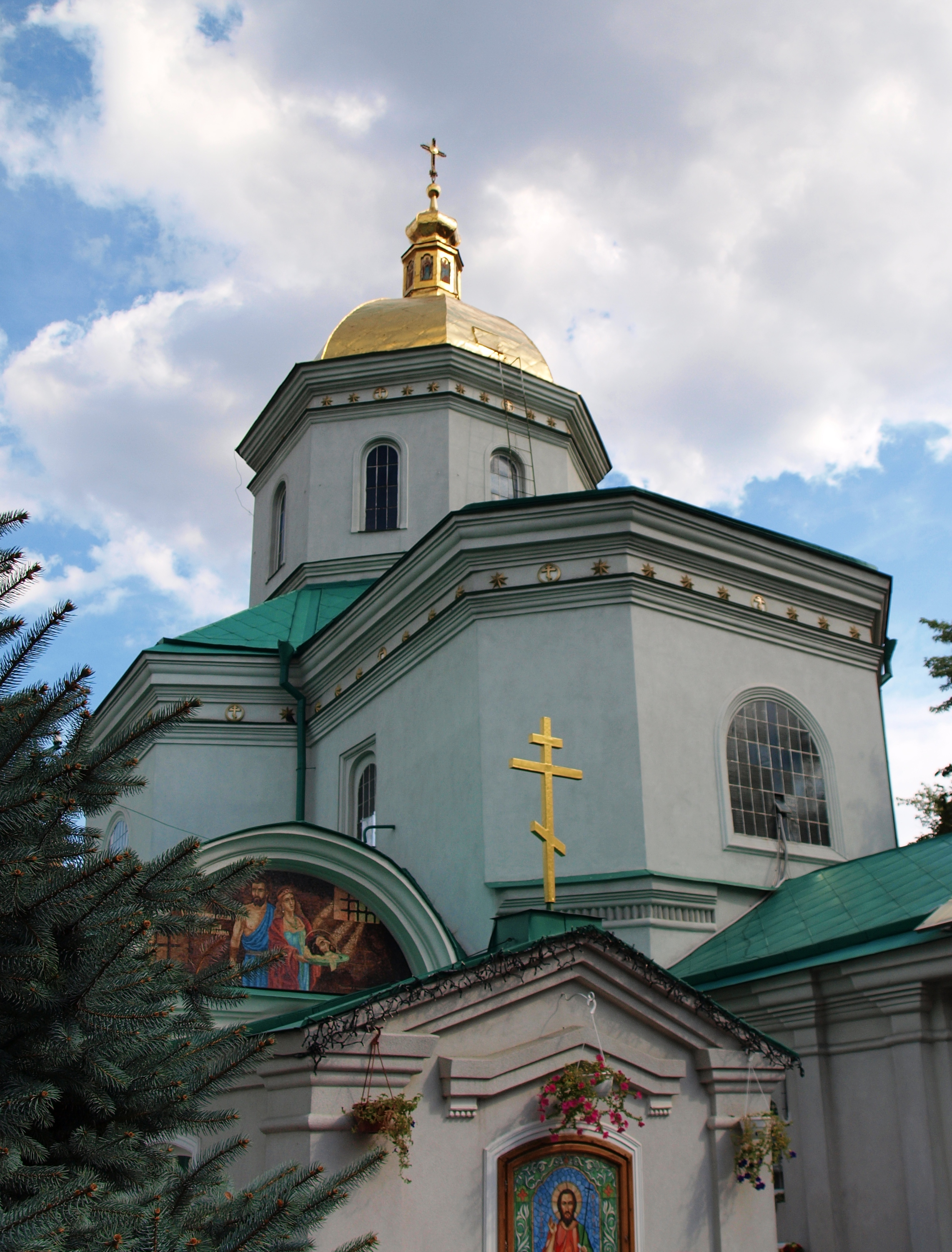
Die Elias-Kirche in Podil

Die Elias-Kirche (ukrainisch Іллінська церква / Illinska zerkwa) ist ein orthodoxes Kirchengebäude der Ukrainisch-Orthodoxen Kirche des Moskauer Patriarchats und ein nationales architektonisches Denkmal in der ukrainischen Hauptstadt Kiew.

## Geschichte
Die 1692 nahe dem Dneprufer im Kiewer Stadtteil Podil errichtete Elias-Kirche steht, der Nestorchronik nach, an Stelle der ersten Kirche der Kiewer Rus, einer Holzkirche, deren Geschichte bis zum Jahr 945 zurück reicht. Die nach dem Propheten Elija benannte Kirche wurde nach einem Brand 1718 im Stil des ukrainischen Barocks wieder aufgebaut und erhielt nach dem Großbrand in Podil von 1811 den Portikus und eine Kapelle hinzu.

## Weblinks

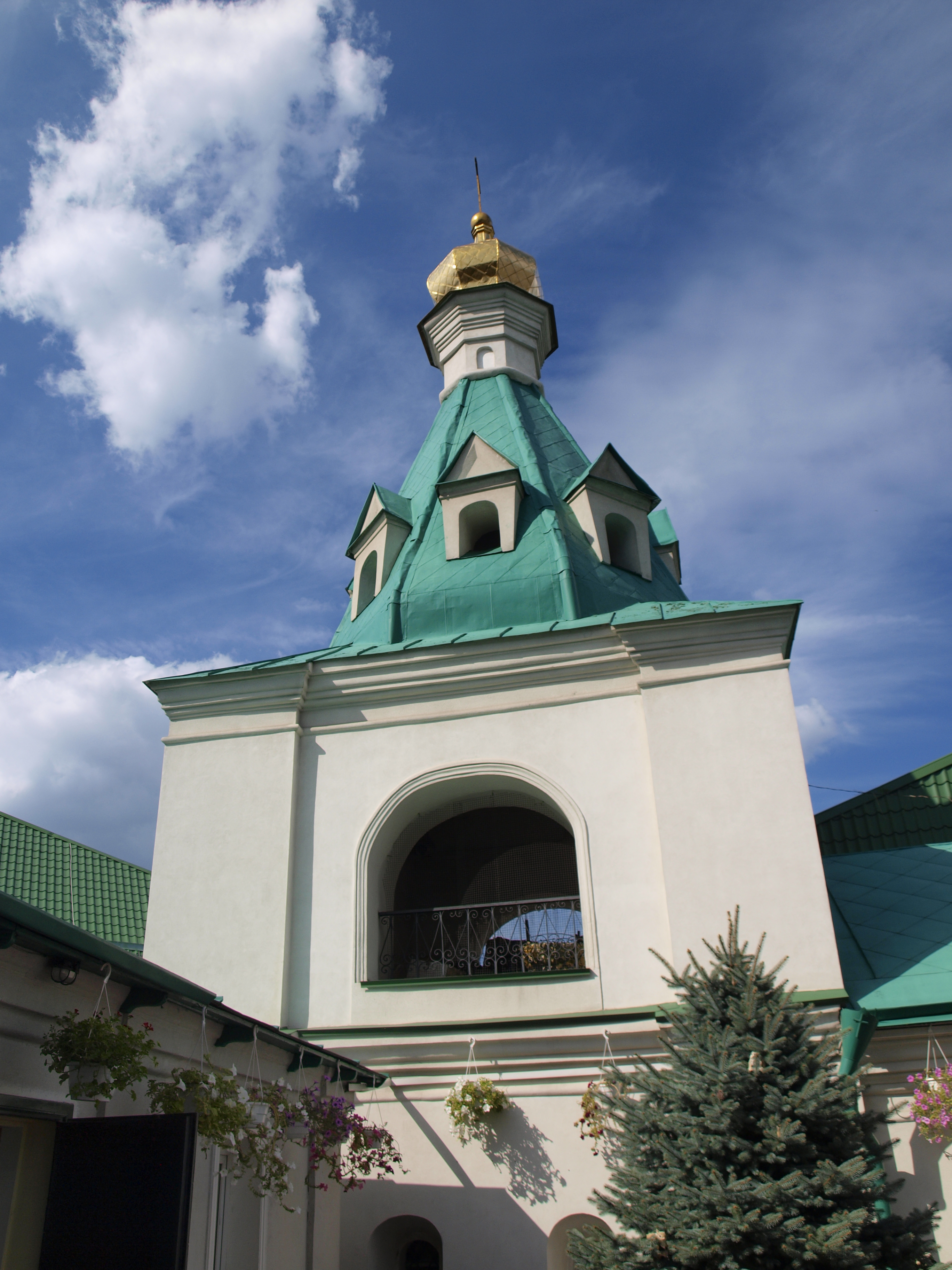
Glockenturm der Kirche